# Oestranthrax pallifrons
Oestranthrax pallifrons är en tvåvingeart som beskrevs av Mario Bezzi 1926. Oestranthrax pallifrons ingår i släktet Oestranthrax och familjen svävflugor. Inga underarter finns listade i Catalogue of Life.